# Lázně Libverda
Lázně Libverda település Csehországban, Libereci járásban. Lázně Libverda Raspenava, Nové Město pod Smrkem, Hejnice és Bílý Potok településekkel határos. Lakosainak száma 549 fő (2024. január 1.).

## Népesség
A település lakosságának változását az alábbi diagram mutatja:
| Lakosok száma | 924  | 780  | 712  | 502  | 388  | 456  | 427  | 424  | 441  | 549  |
|               | 1869 | 1890 | 1921 | 1950 | 1980 | 2001 | 2017 | 2019 | 2022 | 2024 |